# Фавискио (Ријети)
Фавискио је насеље у Италији у округу Ријети, региону Лацио.
Према процени из 2011. у насељу је живело 24 становника. Насеље се налази на надморској висини од 805 м.